# لا رحمة (2007)

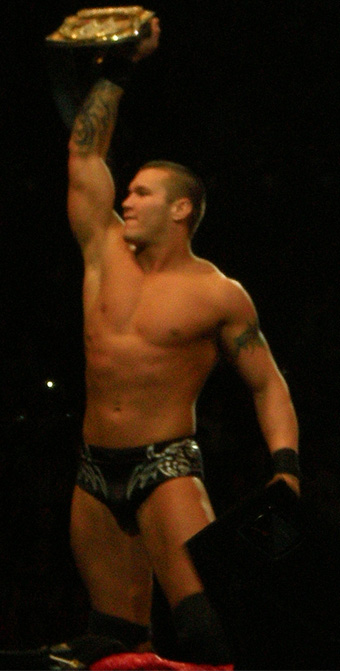
Randy Orton

لا رحمة (2007) No Mercy، هو حدث دفع مقابل عرض مصارعة محترفة (PPV) أنتجته (World Wrestling Entertainment (WWE، والذي أقيم في 7 أكتوبر 2007، في Allstate Arena في روزمونت، إلينوي. كان هذا هو الحدث السنوي العاشر No Mercy وشارك فيه مصارعون من أقسام العلامات التجارية Raw وSmackDown وECW. تم جدولة تسع مباريات مصارعة محترفة على البطاقة الممتازة للحدث. كان من المفترض أن يكون الحدث الرئيسي المقرر من العلامة التجارية Raw هو بطل WWE «جون سينا» الذي يدافع عن لقبه ضد المنافس «راندي أورتن» في مباراة (آخر الرجال الصامدين).; ومع ذلك، في حلقة 1 أكتوبر من البطولة، مزق سينا عضلاته الصدرية اليمنى وتم إلغاء المباراة. نتيجة لذلك، تنافس «تربل اتش» في ثلاث مباريات في تلك الليلة على بطولة WWE، حيث هزم لأول مرة البطل المتوج حديثاً «راندي أورتن»، فيما بعد هزم «أوماغا» ليحتفظ باللقب، ثم في المباراة الأخيرة من البطولة خسر لقبه العودة إلى أورتن في مباراة الرجل الأخير الدائمة. المباراة المهيمنة من مواجهة عنيفة كانت العلامة التجارية بطل العالم للوزن الثقيل «باتيستا» هزم منافسه «غريت كالي» في مباراة (سجن بنجابي). المباراة الأساسية من علامة ECW كانت ECW Champion CM Punk هزمت المتحدي Big Daddy عن طريق الاستبعاد. أيضًا على نفس البطاقة، خاض Finlay وRey Mysterio بدون منافسة.
شهد حدث No Mercy لعام 2007 حضوراً تقريبياً قدره 12500 وتلقى ما يقرب من 271000 عملية شراء بالدفع مقابل المشاهدة. ساعد هذا الحدث WWE في الحصول على عائدات الدفع مقابل المشاهدة بقيمة 19.9 مليون دولار. عندما تم إصدار الحدث على قرص DVD، وصل إلى ذروة المركز التاسع عشر على مخطط مبيعات أقراص DVD في Billboard.

## الوقائع
تتكون البطاقة من ثماني مباريات نتجت عن قصص مكتوبة تتضمن مصارعين من Raw أو SmackDown أو ECW - وهي الأقسام الثلاثة للعلامة التجارية التي عينت WWE موظفيها لها.

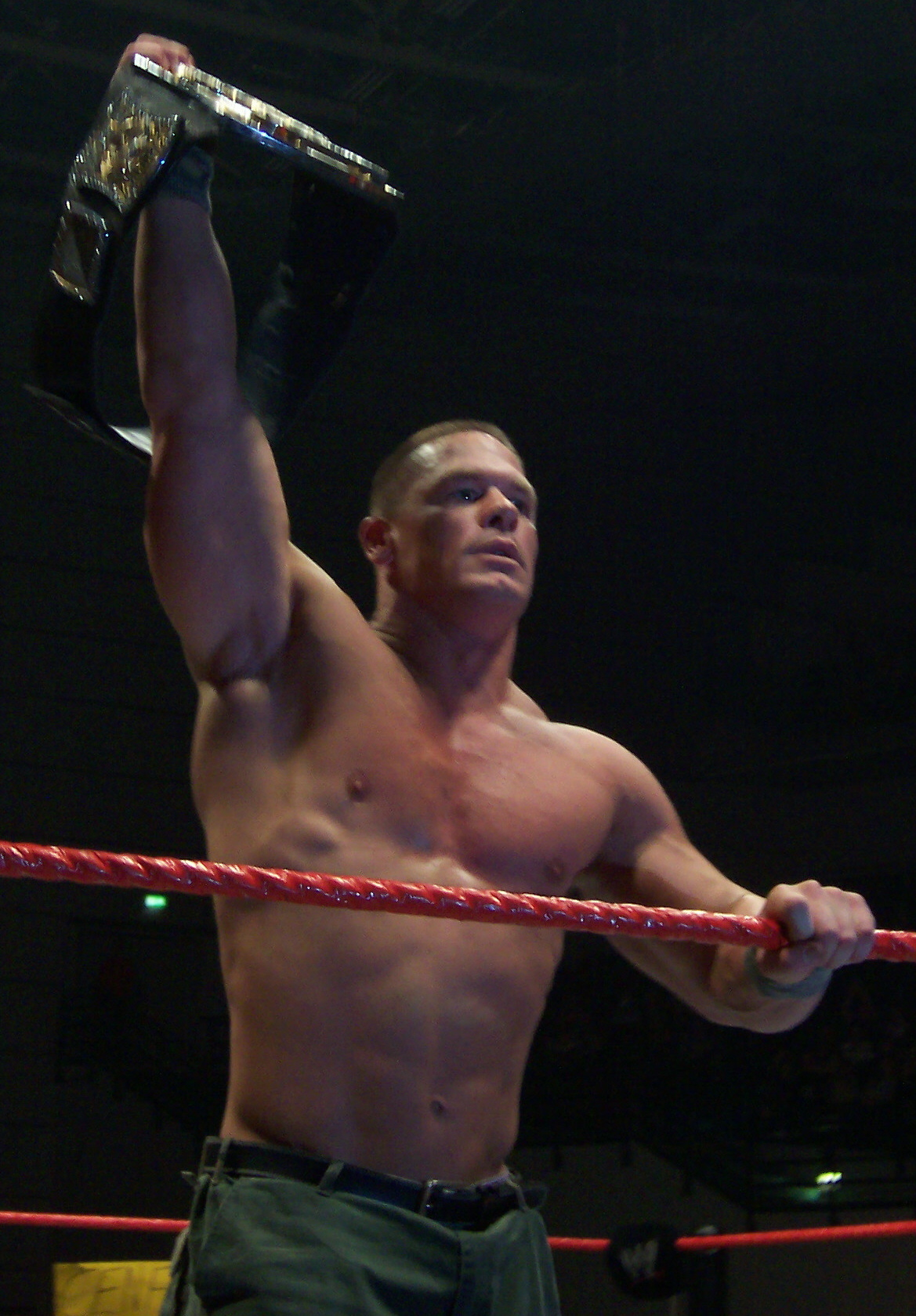
John Cena WWE Champion

كان التنافس الرئيسي الذي أدى إلى الحدث على العلامة التجارية Raw بين «جون سينا» و«راندي أورتن» على بطولة WWE.; في حدث الدفع لكل عرض WWE في أغسطس SummerSlam_(2007) SummerSlam، دافع «جون سينا» بنجاح عن البطولة ضد «أورتن»، وفي الليلة التالية على Raw، أحد البرامج التلفزيونية الأولية لـ WWE، تدخل «أورتن» في مباراة «سينا» مع «كنغ بوكر» التي فاز بها «جون سينا» عن طريق الاستبعاد. بعد انتهاء المباراة، هاجم «أورتن» والد سينا بركله في رأسه. نتيجة لأفعال «أورتن»، التقى الاثنان في مباراة بطولة في حدث الدفع لكل عرض WWE في سبتمبر غير (مغفور)، حيث تم استبعاد «جون سينا» لتجاهل أوامر الحكم؛ وفقاً لقواعد WWE، لا يمكن تغيير العنوان إلا من خلال التثبيت أو الإرسال، ولم يتم منح «أورتن» اللقب. بعد المباراة انتقم والد «سينا» من «أورتن» بركله في رأسه بنفس الطريقة التي فعل بها «أورتن» في وقت سابق. في وقت لاحق من الليلة التي أعقبت انطلاق الحدث، أجرى شخصية السلطة «جوناثان كوتشمان» مباراة العودة بين الاثنين في مباراة (لا رحمة) في مباراة (آخر الرجال الصامدين)، والتي تضم متنافسين يتقاتلان حتى لا يستطيع أحدهما الوقوف على قدميه قبل احتساب الحكم الفوز في العد إلى عشرة. في حلقة 1 أكتوبر من البطولة، مزق «سينا» بشكل شرعي عضلاته الصدرية اليمنى خلال مباراة مع «كينيدي»، على الرغم من أن الإصابة تم إلقاء اللوم عليها على شاشة التلفزيون في هجوم ما بعد المباراة من قبل "أورتن". بسبب خطورة إصابته، أجبر «سينا» على إخلاء مكانه. على الرغم من إلغاء مباراة «جون سينا» ضد «أورتن»، صرح رئيس World Wrestling Entertainment «فينس ماكماهون» أنه سيكون هناك «بطل WWE جديد يتوج في No Mercy».

### الدفاع عن بطولة العالم للوزن الثقيل
الدفاع عن بطولة العالم للوزن الثقيل في مباراة (سجن البنجابية). هذه القصة الرئيسية في مواجهة عنيفة / كانت العلامة التجارية بين Batista وThe Great Khali خلال بطولة العالم للوزن الثقيل. بدأ التنافس بينهما في يوليو عندما أصدر "غريت خالي" تحديا لقائمة SmackDown، والذي أجاب "باتيستا". بعد فوز "جريت كالي" ببطولة العالم للوزن الثقيل، أسفرت مباراة بين "باتيستا - وكين" لتحديد منافسه في The Great American Bash عن عدم وجود منافسة بسبب تدخل كيلا. نتيجة لذلك، قرر المدير العام "ثيودور لونغ" أن يدافع "مالي عن البطولة ضد كل من "باتيستا وكين" في مباراة ثلاثية التهديد في The Great American Bash.; احتفظ كالي بالبطولة. هزم "باتيستا كالي" بالإبطال في "سمرسلام" ولكن، وفقاً لقواعد WWE، احتفظ "كالي" باللقب. في الشهر التالي في لعبة (غير مغفور)، تواجه "كالي" ضد "باتيستا - وري ميستيريو" في مباراة أخرى ثلاثية التهديد، حيث قام "باتيستا" بتثبيت "كالي" للفوز بالبطولة. في نفس الأسبوع في مواجهة عنيفة، طالب "كالي" بأن تكون مباراة العودة لبطولة العالم للوزن الثقيل في No Mercy مباراة (سجن البنجابية).
كان هناك تنافس آخر على علامة ECW بين CM Punk وBig Daddy V على بطولة ECW.; بدأ هذا التنافس عندما حدد شخصية سلطة ECW «أرماندو» إسترادا «مطاردة القضاء بلا رحمة»، بمشاركة «إيليا بورك»، و«تومي دريمر»، و«كيفن ثورن»، و«ستيفي ريتشاردز».
على مدى ثلاثة أسابيع، تم القضاء على «ريتشاردز»، وثورن، وبورك، مع فوز «دريمر» بالمنافسة الأولى.; ومع ذلك، كشف إسترادا أن Big Daddy V كان أيضًا منافساً، وسرعان ما هزم Dreamer لكسب فرصة لمحاربة Punk من أجل اللقب.
كان التنافس النسائي على العلامة التجارية Raw بين Candice Michelle وBeth Phoenix على بطولة WWE للسيدات. بعد فترة وجيزة من عودته إلى WWE كشرير، فاز «فينيكس» في معركة ملكية ليصبح المنافس الأول على بطولة «كانديس للسيدات». حصلت «فينيكس» على فرصة لقبها، لكنها هُزمت من قبل «كانديس». ومع ذلك، في إصدار 24 سبتمبر من Raw، قامت Phoenix بتثبيت Candice في مباراة فرق مختلطة، ونتيجة لذلك، حصلت على فرصة أخرى في بطولة السيدات، والتي ستقام في No Mercy.

## الأحداث
قبل بدء الحدث وبثه مباشرة على (نظام الدفع مقابل المشاهدة)، تم التنافس على مباراة مظلمة بين Hardcore Holly وCody Rhodes. هزمت «هولي - رودس» بالتثبيت لتفوز بالمباراة. المباريات التمهيدية
تلقى أورتن بطولة WWE الشاغرة في بداية الحدث من قِبل «فينس ماكماهون».
افتتح الدفع لكل عرض بجزء داخلي يضم المدير العام للبطولة «ويليام ريجال» ورئيس WWE «فينس ماكماهون»، الذي منح بطولة WWE ل«راندي أورتن» بسبب إصابة «جون سينا»، مما تسبب في إستبعاد «جون سينا» من اللقب. أخبر «مكماهون» ل; «أورتن» أنه سيتعين عليه الدفاع عن اللقب في تلك الليلة؛ ثم جاء «تربل اتش» إلى الحلبة وتحدى «أورتن» في مباراة على اللقب، وهو ما رفضه «أورتن». ومع ذلك، رضخ «مكماهون» ل طلب «تربل اتش» وقدم المباراة، التي أصبحت المسابقة الافتتاحية للحدث. لذلك، حرضت المباراة الأولى بطل WWE «راندي أورتن» للدفاع عن لقبه ضد «تربل إتش». خلال المباراة، حاول «راندي أورتن» استخدام RKO، لكن تم التصدي لهذه الحركة بواسطة «تربل اتش» في محاولة النسب، فقط لأورتن لمواجهة انخفاض الجسم الخلفي. انتهت المباراة بعد فترة وجيزة عندما وضع «أورتن - تربل اتش» في حلقة الربط وحاول معالجته؛; تحرك «تربل اتش» بعيداً عن الطريق ولف خصمه من أجل التثبيت.;ونتيجة لذلك، أصبح «تربل اتش» بطل WWE.
بعد ذلك، واجه «جيف هاردي وبريان كندريك وبول لندن» السيد «كينيدي ولانس كيد وتريفور مردوخ» في مباراة فريق من ستة لاعبين. في المراحل الأولى من المباراة، تصارع جميع الرجال الستة بشكل غير حاسم إلى أن أعدم «كينيدي» ضربة ثانية بحبل رجل الإطفاء، والمعروفة باسم Green Bay Plunge.; قام «كينيدي» بتثبيت لِندُن للفوز بالمباراة لفريقه.
في مقطع خلف الكواليس، أبلغ "فينس ماكماهون ل; "تريبل إتش" أنه كما تم حجزه مسبقاً لمباراة ضد "أوماجا"، فإن المباراة ستستمر في تلك الليلة، مع شرط إضافي هو المشاركة في بطولة WWE.
بعد ذلك، دافع CM Punk عن بطولة ECW ضد Big Daddy V، الذي كان برفقة Matt Striker. بعد وقت قصير من بدء المباراة، قام «بانك» بإسقاط بيغ دادي في بضربة واحدة. ثم قفز المهاجم في الحلبة وهاجم «بانك»، مما تسبب في انتصار عدم أهلية «بانك»، والذي من خلاله احتفظ ببطولته. بعد التنحية، هاجم Big Daddy V CM Punk.
بعد ذلك، حدثت مسابقة لتناول البيتزا بين أبطال WWE Tag Team Matt Hardy ومونتيل فانتيفيوس بورتر (MVP) في الحلبة. كان «تاز» هو المضيف وكانت «ماريا وميلينا»; الحُكام.; من أجل الفوز بالمسابقة، كان على أحد المتنافسين أن يأكل شرائح بيتزا أكثر من الخصم في دقيقتين. أنهى «هاردي» شريحتين في الوقت المحدد ثم شرع في التقيؤ على MVP، الذي لم ينهي أي منها، والذي فاز بها «هاردي» في المنافسة.

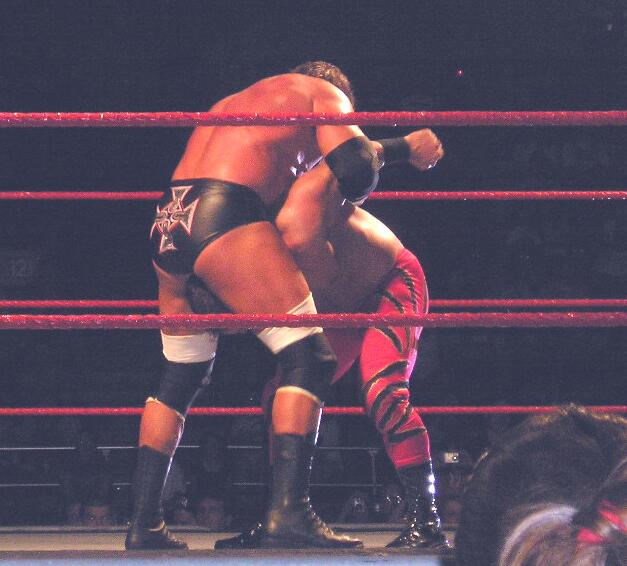
Triple H

### مباريات الحدث الرئيسي
في المباراة التالية، دافع «تربل اتش» عن بطولة WWE ضد Umaga.; أجرى كِلا الرجلين مجموعة متنوعة من مناورات المصارعة، بما في ذلك DDT من «تربل اتش» إلى Umaga، وهاجم Samoan من «أوماغا» إلى Triple H. Umaga، أضلاع Triple H طوال المباراة، لكن Triple H اكتسب ميزة عندما أخطأ Umaga هجوم الورك. حاول Umaga رش «تربل اتش»، الذي كان يقف عند وصلة ربط المقطورة، لكن «تربل اتش» تحرك وتحطمت «أوماغا» في مركز الحلقة. ثم قام «تربل اتش» بأداء (النسب) للتثبيت، وبذلك احتفظ ببطولته.
بعد ذلك، واجه «فينلي - ري ميستيريو». قام كِلا الرجلين بالعديد من المناورات الهجومية خلال المباراة، لكن «ميستريو» حصل على الأفضلية عندما ركل «فينلي» وهو يتدلى من الحبال، متبوعاً بإسقاط الساق، وأرسل «فينلي» إلى منطقة الصف الأول في الحلبة وضرب رأسه.; نتيجة للإصابة، تم طرد «فينلي» من الحلبة، وفاز «ميستيريو» بالمباراة عن طريق إيقاف الحكم. ومع ذلك، بينما كان «فينلي» يخرج، جلس وهاجم «ميستيريو».
بينما كانت أضلاع «تريبل إتش» راكدة، صرح «فينس مكماهون» أن «راندي أورتن» كان يستدعي شرط إعادة المباراة. حدد «ماكماهون» مباراة العودة في نفس الليلة وقرر أيضًا أنها ستكون مباراة الرجل الأخير الدائمة. في المباراة التالية، دافعت «كانديس ميشيل» عن بطولة WWE للسيدات ضد «بيث فينيكس». انتهت المباراة عندما انتقد «فينيكس - ميشيل» على الحصير، قبل غطاء للتثبيت، وفاز ببطولة «فينيكس» للسيدات.
المباراة السابعة كانت مباراة (سجن بنجابي) لبطولة العالم للوزن الثقيل، حيث دافع «باتيستا» عن اللقب ضد The Great Khali.; بعد أن منع كِلا الرجلين بعضهما البعض من الهرب، ضرب «كالي - باتيستا» بحزام جلدي.; رد «باتيستا» الجميل، وضرب «كالي» بالحزام أيضًا وحاول تسلق القفص الداخلي. لكن «كالي» أوقفه وضغط على رأس «باتيستا» بقبضة ملزمة.; ثم دعا «كالي» إلى فتح باب لكن «باتيستا» ضربه بضربة منخفضة.; «باتيستا»، الذي لا يزال يتألم من قبضة الملزمة، زحف ببطء نحو الباب وبمجرد أن وصل إليه، حطمها «كالي» على العمود الفقري «لباتيستا»، مما منعه من الهروب مرة أخرى. نظرًا لأن باب القفص الأخير مغلق الآن، فإن الطريقة الوحيدة للفوز كانت عن طريق الخروج من القفصتين. حصل «كالي» على ميزة بعد سحب «باتيستا» من جدار القفص الداخلي وجعله يسقط على ظهره.; كان قد وصل بالفعل إلى أرضية الحلبة حيث بدأ «باتيستا» في تسلق القفص الداخلي ومطاردته. عندما تجاوز «كالي» الجزء العلوي من الهيكل الخارجي، قفز «باتيستا» من قفص إلى آخر، وتجاوز «كالي» في طريقه إلى الأسفل، وفاز بالمباراة واحتفظ باللقب.
كان الحدث الرئيسي هو مباراة Last Man Standing لبطولة WWE حيث دافع «تربل اتش» عن البطولة ضد «راندي أورتن» في ثالث مباراة له من الليل.;قاتل الرجلان على نطاق واسع خارج الحلبة، وكلاهما استفاد من شروط المباراة، حيث لم يكن هناك تعداد أو استبعاد.;في مرحلة ما، تم وضع كلا الرجلين أعلى أحد طاولات البث، حيث حاول «أورتن» بحركة RKO على «تربل اتش»، الذي تصدى للحركة وأرسل «أورتن» عبر طاولة أخرى من جداول البث. تبع ذلك «تربل اتش» بضرب «أورتن» بالخطوات الفولاذية. عاد الرجال إلى الحلبة، وقام «أورتن» بأداء DDT وRKO على «تربل اتش»، وكلاهما على كرسي فولاذي. عاد المنافسون إلى خارج الحلبة مرة أخرى، وضرب «تربل اتش» - «أورتن» بكرسي. عادوا إلى أعلى جدول البث، وحاول «تربل اتش» أن يكون النسب من خلال الطاولة على «أورتن»، الذي تصدى لـ RKO; من على الطاولة. بدأ الحكم العد ووصل إلى عشرة قبل أن يرتفع وينهض «تربل اتش»؛; نتيجة لذلك، فاز «أورتن» بالمباراة واستعاد بعدها بطولة WWE.

## ما بعد الكارثة
في الليلة التالية، خلال حفل تقدير أقامه "فينس مكماهون" ل"راندي أورتن"، عاد "شون مايكلز" من توقف دام خمسة أشهر وتغلب على "أورتن" في وجهه لإنهاء العرض. في «سايبر صنداي»، تحدى "مايكلز مع أورتن" في بطولة WWE، ولكن بسبب ضربة غير شرعية من "أورتن"، فاز "مايكلز" بالمباراة عن طريق الاستبعاد، لكن "أورتن" احتفظ باللقب. في «سرفايفر سيريس» في نوفمبر، هزم "أورتن; - مايكلز" في مباراة ليحتفظ ببطولة WWE. في نفس الشهر، في إصدار 16 نوفمبر من مواجهة عنيفة، خسر "مونتيل فونتافيوس بورتر (MVP) و"مات هاردي" بطولة WWE Tag Team في مباراة ضد "جون موريسون - وذا ميز".
«أوماغا» خسر بطولة WWE إنتركونتيننتال أمام «جيف هاردي» في إصدار 3 سبتمبر.;بعد ذلك، بدأ «أوماغا» عداوة مع «تربل اتش»، وواجهوا معركة في الشوارع بعد شهر في Cyber Sunday.
في Cyber Sunday، احتفظ CM Punk بلقبه بعد هزيمة «ذا ميز». في الشهر التالي، في «سرفايفر سيريز»، هزم «بانك - موريسون - وميز» في مباراة ثلاثية التهديد للاحتفاظ ببطولة ECW.
استأنف «باتيستا» عداءه مع (متعهّد دفن الموتى)، مما أدى إلى مباراة ضد «باتيستا» في «سايبر صنداي»، حيث فاز «ستيف أوستن» باستطلاع جماهيري ليصبح الحكم الضيف الخاص. فاز «باتيستا» بالمباراة واحتفظ باللقب. بعد يوم الأحد السيبراني، تحدى (متعهّد دفن الموتى) «باتيستا» في مباراة الجحيم في الخلية في «سرفايفر سيريس».; فاز «باتيستا» بالمباراة بعد تدخل من «إيدج». نتيجة لذلك، أصبح «إيدج» جزءاً من التنافس، وواجه الرجال الثلاثة بعضهم البعض في مباراة في (هرمجدون).;فاز «إيدج» بالمباراة والبطولة لإنهاء الخلاف.
استخدمت «كانديس ميشيل» شرط إعادة المباراة لبطولة السيدات في نسخة 22 أكتوبر من (راو) في مباراة من أصل ثلاثة شلالات ضد «بيث فينيكس». بعد فوز «فينيكس» بالدبوس الأول، فشلت «كانديس» في تنفيذ حركة بشكل صحيح من الحبل العلوي، مما تسبب في سقوطها على رقبتها وكتفها ووجهها.; نتيجة لذلك، عانت «كانديس» من تشقق قوي في الترقوة، واحتفظ «فينيكس» باللقب.

## الإقبال
بلغ عدد الحضور التقريبي للحدث 12500، وهو الحد الأقصى المسموح به. نتج عن الحدث 271000 عملية شراء (بالدفع مقابل المشاهدة)، فعلياً هذا أعلى من حدث العام السابق. صنف قسم المصارعة المحترفة في موقع Canadian Online Explorer الحدث بأكمله بـ 7.5 من أصل 10 نجوم.;كان التصنيف أعلى من حدث No Mercy في عام 2008، والذي تم تصنيفه على أنه 6 من أصل 10 نجوم. تم تصنيف مباراة الحدث الرئيسي Last Man Standing من العلامة التجارية Raw بـ 9 من أصل 10 نجوم. الحدث الرئيسي للعلامة التجارية، مباراة (سجن البنجابية) لبطولة العالم للوزن الثقيل، تم تصنيفها على أنها 6 من أصل 10 نجوم.
كما تم إصدار الحدث على قرص DVD في 6 نوفمبر 2007. وصل DVD إلى ذروة ممتازة، حيث تقدم ال DVD إلى المركز التاسع عشر في مخطط مبيعات أقراص DVD الخاص بـ Billboard للرياضات الترفيهية في 19 يناير 2008. كان متوسط تصنيف العملاء لأقراص DVD من Amazon.com أربعة من أصل خمسة نجوم.